# Campionato asiatico 2009 (hockey su pista)
Il Campionato asiatico di hockey su pista 2009 è stata la dodicesima edizione della massima competizione asiatica per le rappresentative di hockey su pista maschili maggiori e fu organizzata dalla CARS. La competizione si svolse dal 12 al 14 gennaio 2009 a Dalian in Cina. 
La vittoria finale è andata alla nazionale di Macao che si è aggiudicata il torneo per la settima volta nella sua storia.

## Formula
Il campionato asiatico 2009 vide la partecipazione di quattro nazionali asiatiche. La manifestazione fu organizzata tramite un girone all'italiana con gare di sola andata; erano assegnati tre punti per l'incontro vinto, un punto a testa per l'incontro pareggiato e zero la sconfitta. Al termine la prima squadra classificata venne proclamata campione d'Asia.

## Squadre partecipanti
| Squadra       | Partecipazioni precedenti al torneo                                   |
| ------------- | --------------------------------------------------------------------- |
| Giappone      | 11 (1985, 1987, 1989, 1991, 1995, 1997, 1999, 2001, 2004, 2005, 2007) |
| India         | 11 (1985, 1987, 1989, 1991, 1995, 1997, 1999, 2001, 2004, 2005, 2007) |
| Macao         | 10 (1987, 1989, 1991, 1995, 1997, 1999, 2001, 2004, 2005, 2007)       |
| Taipei cinese | 9 (1987, 1989, 1991, 1995, 1999, 2001, 2004, 2005, 2007)              |

Nota bene: nella sezione "partecipazioni precedenti al torneo" le date in grassetto indicano la squadra che ha vinto quell'edizione del torneo

## Svolgimento del torneo

### Classifica finale
| Pos | Squadra       | Pt | G | V | N | P | GF | GS | DG  |
| --- | ------------- | -- | - | - | - | - | -- | -- | --- |
| 1.  | Macao         | 7  | 3 | 2 | 1 | 0 | 20 | 11 | +9  |
| 2.  | Giappone      | 7  | 3 | 2 | 1 | 0 | 10 | 6  | +4  |
| 3.  | India         | 3  | 3 | 1 | 0 | 2 | 15 | 18 | -3  |
| 4.  | Taipei cinese | 0  | 3 | 0 | 0 | 3 | 5  | 15 | -10 |

### Risultati
| Data       | Ora | Gara     | Gara | Gara          |
| ---------- | --- | -------- | ---- | ------------- |
| 12 gennaio |     | Macao    | 6-2  | Taipei cinese |
| 12 gennaio |     | India    | 3-4  | Giappone      |
| 13 gennaio |     | India    | 7-12 | Macao         |
| 13 gennaio |     | Giappone | 4-1  | Taipei cinese |
| 14 gennaio |     | India    | 5-2  | Taipei cinese |
| 14 gennaio |     | Giappone | 2-2  | Macao         |